# Потому что я помешался для неё
«Потому что я помешался для неё» (пол. Bo oszalałem dla niej) — польский телевизионный художественный фильм, комедия 1980 года режиссёра Сильвестра Хенциньского.

## Сюжет
Роман Колятовский — скромный бухгалтер из провинции. Он имеет актёрские амбиции и выступает в любительском театре. Романа заметил начальник службы снабжения одёжной фабрики и пригласил его на работу, рассчитывая, что актёрские способности Романа окажутся кстати. И действительно, Романа показывает блистательные результаты в профессии снабженца. Играя разные роли, он успешно добивается от людей того, что ему нужно. Однако Роман слишком заигрался: жизнь и искусство стали для него неразделимы.

## В ролях
- Здзислав Вардейн — Роман Колятовский
- Габриела Ковнацкая — Сильвия
- Игнацы Гоголевский — Барнаба, известный актёр
- Фердинанд Матысик — Ярош, руководитель снабжения
- Витольд Пыркош — Владзё
- Витольд Скарух — Краяк
- Малгожата Зайончковская — Алина
- Алиция Яхевич — Ядзя
- Зыгмунт Белявский — капитан милиции
- Барбара Рахвальская — работница театра